# Leibniz-Institut für Pflanzenbiochemie
Das Leibniz-Institut für Pflanzenbiochemie (IPB) ist eine außeruniversitäre Forschungseinrichtung mit Sitz in Halle (Saale). Seine Forschungsaktivitäten sind der anwendungsorientierten Grundlagenforschung im Fach der Naturwissenschaften auf den Gebieten der Biochemie und Naturstoffchemie zuzuordnen. Das Institut ist eine rechtsfähige Stiftung des öffentlichen Rechts des Landes Sachsen-Anhalt und ist Mitglied der Wissenschaftsgemeinschaft Gottfried Wilhelm Leibniz (WGL). 

## Geschichte
Das Institut wurde 1958 durch Kurt Mothes als „Arbeitsstelle für Biochemie der Pflanzen“ gegründet, aus der zwei Jahre später das Institut für Biochemie der Pflanzen der Deutschen Akademie der Wissenschaften zu Berlin entstand. Nachfolger von Kurt Mothes wurde 1968 der Chemiker Klaus Schreiber, der das Institut bis 1989 leitete.
Nach der Wende wurde das Institut unter dem Namen „Institut für Pflanzenbiochemie“ und unter der Leitung von Benno Parthier in die Bund-Länder-Förderung der so genannten Blauen Liste aufgenommen. Seit Mitte der 1990er Jahre ist es Mitglied der Wissenschaftsgemeinschaft Gottfried Wilhelm Leibniz.

## Aufgaben
Das Institut hat auf seinen Arbeitsgebieten – Pflanzenbiochemie, Pflanzenhormonforschung und Naturstoffchemie sowie Stress- und Entwicklungsbiologie der Pflanzen – eine herausragende Bedeutung und genießt internationale Anerkennung. Es nimmt wichtige überregionale Aufgaben für die deutsche biochemische Pflanzenforschung wahr.
Laut Bundesbericht Forschung 2006 hat das Institut folgende Aufgaben:
- Strukturen und Bioaktivitäten von pflanzlichen Naturstoffen,
- Struktur, Stoffwechsel und Wirkungsweise von Phytohormonen,
- Signaltransduktion in der stressvermittelten Pflanzenentwicklung,
- Physiologie und Biochemie des Sekundärstoffwechsels,
- Wechselbeziehungen zwischen Pflanzen und Pathogenen sowie Symbionten.

Der Forschungsbereich gliedert sich in die vier Abteilungen
- Natur- und Wirkstoffchemie,
- Molekulare Signalverarbeitung,
- Stoffwechsel- und Zellbiologie,
- Biochemie pflanzlicher Interaktionen

sowie die beiden unabhängigen Nachwuchsgruppen
- Rezeptor-Biochemie
- Metabolomik der Pflanzlichen Resilienz

sowie das Programmzentrum für pflanzliche Metabolomik und computergestützte Biochemie (MetaCom).
Das IPB beschäftigt etwa 200 Mitarbeiter, 100 von ihnen sind Wissenschaftler.

## Kooperationen
Zusammen mit der benachbarten Martin-Luther-Universität Halle-Wittenberg nimmt das IPB gemeinsame Berufungen für Professuren vor. Diese enge Kooperation kommt sowohl der Forschung als auch der Lehre zugute. Darüber hinaus bestehen enge Verbindungen zum Institut für Pflanzengenetik und Kulturpflanzenforschung (IPK) in Gatersleben. Das Institut ist Vollmitglied des WissenschaftsCampus Halle - Pflanzenbasierte Bioökonomie.

## Finanzierung
Nach dem Finanzierungsmodell der so genannten Blaue-Liste-Einrichtungen wird das Institut in Form einer Fehlbedarfsfinanzierung hälftig aus Mitteln des  Bundes und der Länder finanziert. Der Bundesanteil wird vom Bundesministerium für Bildung und Forschung getragen, der Länderanteil zu drei Viertel vom Ministerium für Wissenschaft und Forschung des Landes Sachsen-Anhalt. Das restliche Viertel des Länderanteils wird nach dem Königsteiner Schlüssel auf alle Länder aufgeteilt. Insgesamt hat das Institut im Haushaltsjahr 2007 einen Etat in Höhe von 10,4 Millionen Euro.